# 陳中和墓
22°37′42″N 120°19′40″E / 22.628272°N 120.327823°E
陳中和墓位於台灣高雄市苓雅區，於民國八十五年（1996年）8月27日公告為古蹟。該墓為台灣企業家陳中和的墓地，不過靈柩已經遷葬到高雄市內門區的陳家墓園，原地則做為公園。

## 沿革

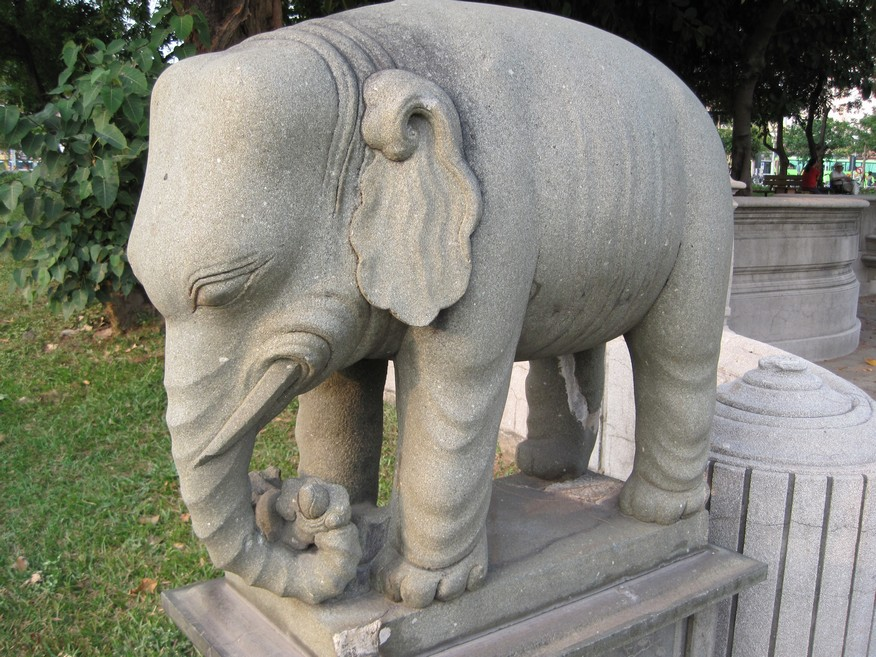
石象

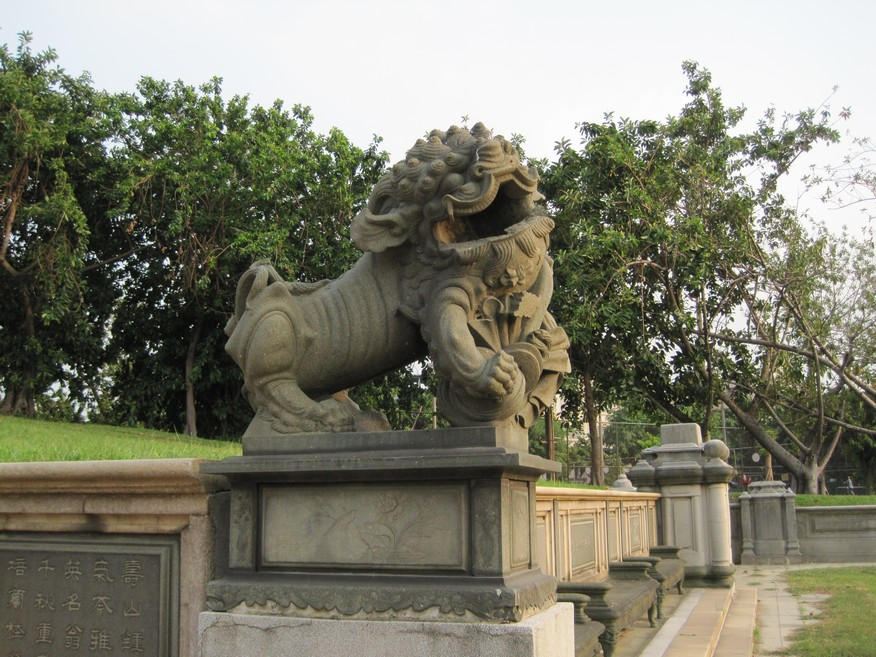
石獅

陳中和是出生於清朝末年的企業家，也曾在臺灣日治時期擔任過第一屆的高雄州協議員。他於昭和五年（1930年）8月8日逝世，享年78歲，於該年12月20日葬於墓園所在的五塊厝，並開始興建墓園，於五年後（1935年）完工。後來陳中和靈柩遷葬至內門鄉永吉村溝坪墓園後，該地成為公園。
1996年8月，陳中和墓公告為三級古蹟。
1997年5月，《文化資產保存法》修法，取消古蹟三級分制。陳中和墓成為「直轄市定古蹟」。

## 建築特色

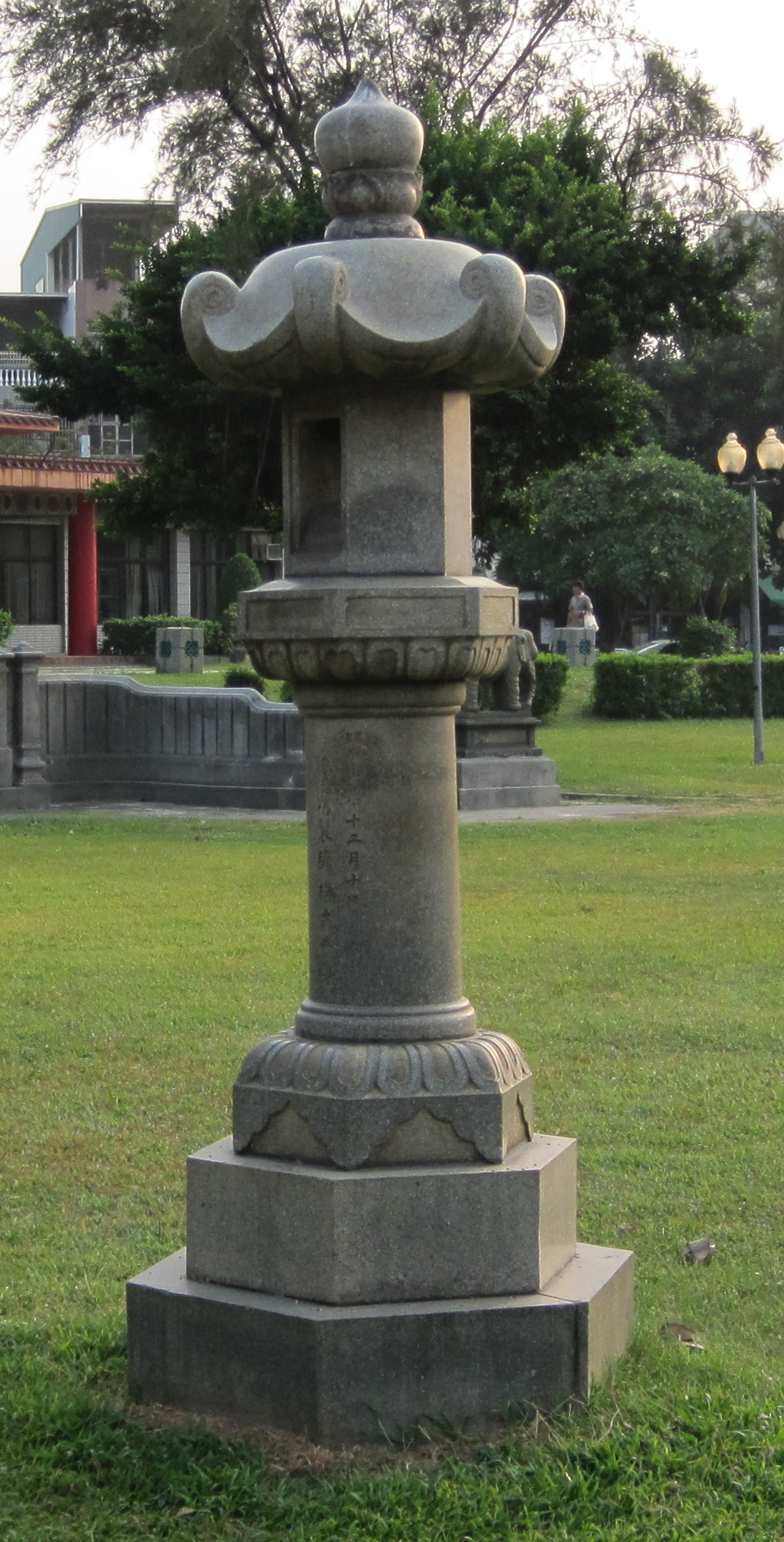
位於墓埕的日式石燈籠

該墓園由棺壙、墓龜、墓山、墓手、墓埕、后土、半月池、石燈、金紙亭、石象等等部分所構成，除了墓前的日式石燈外，其他部分皆符合傳統墓塚格局與風格。其設計者為蔣馨，石材的部分為青斗石與花崗石。其墓碑上刻有「欽加同知銜」，可能是陳中和在他27歲前往日本時，透過清廷駐日公使所捐的官銜。
陳中和墓碑前兩側階梯狀向外曲折伸出的矮牆內小外大，呈現環抱狀，稱為「寶城」，有「餘蔭子孫」之意。而在矮牆轉折處所設之石柱上有石製瓜果，例如佛手柑、南瓜、石榴等，亦有寓意。而墓前兩邊對聯為名人題字，更增添了此墓園的文史藝術價值。

## 交通

### 捷運
- 橘線五塊厝站

### 公車
- 0北
- 50
- 81
- 248
- 紅21區

## 外部連結
- 文化部文化資產局——陳中和墓 （页面存档备份，存于）